# عزبة النخل
عزبة النخل هي شياخة في حي المرج، تقع في شمال شرق القاهرة، يتوسط حي عين شمس وحي المرج. وعلى ضاحيته حي الخصوص ويتبع جنوب شرق الحي محافظة القاهرة بينما يتبع شمال غربه ووسطه لمدينة الخصوص التابعة لمحافظة القليوبية.

## موقع
يقع الحي بين محافظتي القاهرة والقليوبية، فشارع خالد بن الوليد المتفرع من ترعة الطوابة بعزبة النخل يعد من الشوارع الفاصلة بين محافظتي القليوبية والقاهرة. يمر بالحي ترعة التوفيقية وترعة المصيلحة، وهو من أقدم المناطق الريفية في القاهرة، كان يشتهر بزراعة النخيل قبل ترك حرفة الزراعة وتحويل الحي لمنطقة سكنية. ويوجد محطة في عزبة النخل على الخط الأول لمترو أنفاق القاهرة أُنشئت عام 1989.